# 軍区 (チェコ、スロバキア)
軍区（チェコ語: Vojenský újezd, チェコ語発音: [ˈvojɛnskiː ˈuːjɛst], スロバキア語: Vojenský obvod, 英語: Military district）は、旧チェコスロバキアおよび現在のチェコ共和国、スロバキア共和国におけるObec（村・基礎自治体）に準じた行政区画の一つである。どの地方自治体にも属していない国有の国防用地で、国防省が直接行政機能を所管している。

## 概要

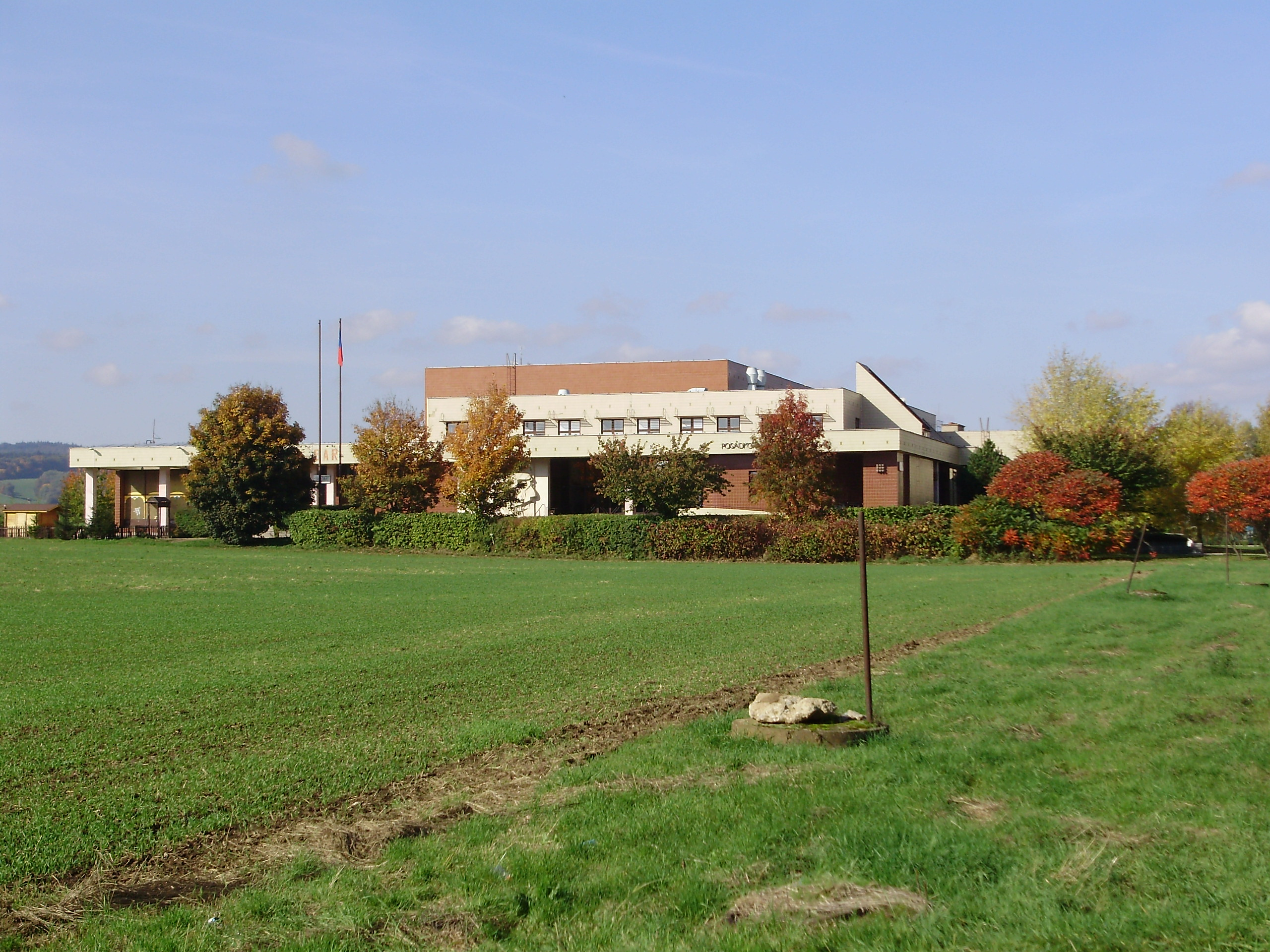
ブジェジナ軍区（チェコ・南モラヴィア県）

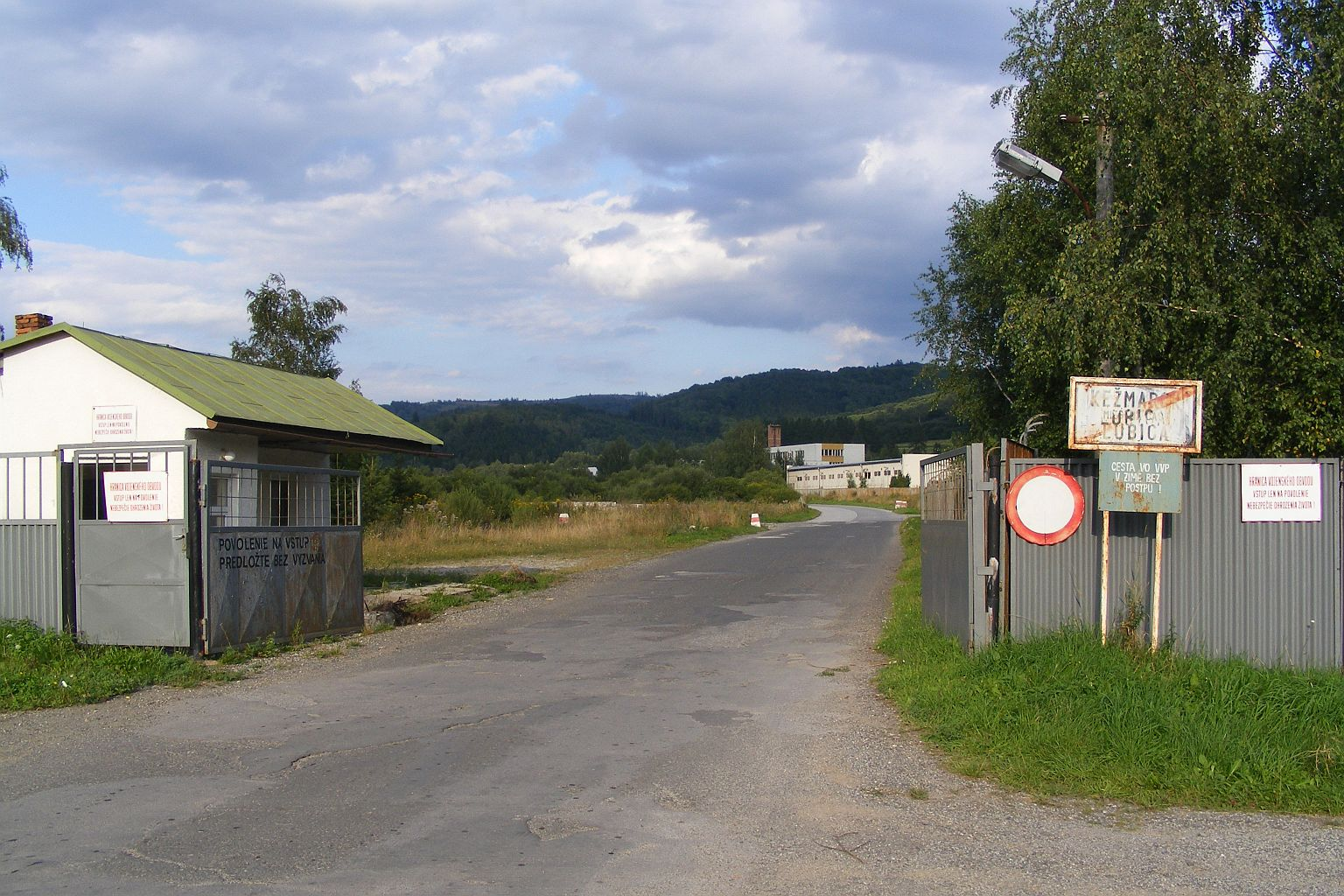
ヤヴォリナ軍区（スロバキア・プレショフ県）

チェコスロバキア共和国（第一・第二）の軍事演習場などが母体で、第二次世界大戦時のナチスドイツ、スロバキア共和国（第一）支配時代に拡大した。さらに戦後成立したチェコスロバキア共産党政権下で軍区制度が発足（1949年法律第169号）し、主に軍事演習場として国内のおよそ200村を接収して軍区化。1968年のソ連軍進駐以降は、一部の軍区がソ連軍駐屯地としても使用された。このほかドイツおよびオーストリアに面した国境地帯も国境警備用地として軍区化した。
現在の軍区は、チェコではチェコ共和国防衛規定法（チェコ共和国議会1999年法律第222号）、スロバキアでは軍区法（スロバキア共和国国民議会1997年法律第281号）を根拠法としており、軍事演習場や軍有林地として使用されている。

## 主な軍区

### チェコ
- ボレティツェ軍区（Vojenský újezd Boletice, 南ボヘミア県チェスキー・クルムロフ郡） - 1947年設置（廃止予定）
- ブルディ軍区（Vojenský újezd Brdy, 中央ボヘミア県プシーブラム郡） - 1927年設置
- ブジェジナ軍区（Vojenský újezd Březina, 南モラヴィア県ヴィシュコフ郡）  - 1935年設置
- フラディシュティエ軍区（Vojenský újezd Hradiště, カルロヴィ・ヴァリ県カルロヴィ・ヴァリ郡） - 1955年設置
- リバヴァー軍区（Vojenský újezd Libavá, オロモウツ県オロモウツ郡） - 1946年設置
  - ドブラー・ヴォダ軍区（Vojenský prostor Dobrá Voda, プルゼニ県クラトヴィ郡） - 1952年設置・1991年廃止
  - ミロヴィツェ軍区（Vojenský prostor Milovice, 中央ボヘミア県ニンブルク郡） - 1921年設置・1990年廃止
  - プラメニ軍区（Vojenský prostor Prameny, カルロヴィ・ヴァリ県プラメニ郡） - 1949年設置・1954年廃止
  - ラルスコ軍区（Vojenský prostor Ralsko, 中央ボヘミア県リベレツ郡） - 1947年設置・1991年廃止

### スロバキア
- ザーホリエ軍区（Vojenský obvod Záhorie, ブラチスラヴァ県マラツキ郡） - 1918年設置
- レシュチ軍区（Vojenský obvod Lešť, バンスカー・ビストリツァ県ズヴォレン郡） - 1950年設置
- ヴァラシュコウツェ軍区（Vojenský obvod Valaškovce, プレショウ県フメンネー郡） - 1937年設置
  - ヤヴォリナ軍区（Vojenský obvod Javorina, プレショウ県ケジマロク郡） - 1950年設置・2011年廃止